# Mistrzostwa Europy w Szermierce 1998
Mistrzostwa Europy w Szermierce 1998 – 11. edycja mistrzostw odbyła się w bułgarskim mieście Płowdiw w 1998 roku.

## Klasyfikacja medalowa
| Lp. | Państwo  | złoto | srebro | brąz | Razem |
| --- | -------- | ----- | ------ | ---- | ----- |
| 1   | Niemcy   | 3     | 3      | 1    | 7     |
| 2   | Polska   | 2     | 2      | 2    | 6     |
| 3   | Włochy   | 2     | 2      | 1    | 4     |
| 4   | Francja  | 1     | 2      | 1    | 4     |
| 5   | Rosja    | 1     | –      | 4    | 5     |
| 6   | Węgry    | 1     | –      | 2    | 3     |
| 7   | Ukraina  | –     | 1      | –    | 1     |
| 8   | Austria  | –     | –      | 2    | 2     |
| 9   | Rumunia  | –     | –      | 1    | 1     |
| –   | Białoruś | –     | –      | 1    | 1     |

## Medaliści

### Mężczyźni
| Złoto                                                                       | Srebro                                                                           | Brąz                                                                                    |
| Floret                                                                      |                                                                                  |                                                                                         |
| Ralf Bißdorf                                                                | Wolfgang Wienand                                                                 | Michael Ludwig Márk Marsi                                                               |
| Niemcy · Ralf Bißdorf · Wolfgang Wienand · Uwe Römer · Pawel Warzycha       | Polska · Adam Krzesiński · Piotr Kiełpikowski · Ryszard Sobczak · Sławomir Mocek | Austria · Joachim Wendt · Michael Ludwig · Marco Falchetto · Gerd Salbrechter           |
| Szpada                                                                      |                                                                                  |                                                                                         |
| Hugues Obry                                                                 | Éric Srecki                                                                      | Witalij Zacharow Uładzimir Pczienikin                                                   |
| Węgry · Attila Fekete · Géza Imre · Iván Kovács · Krisztián Kulcsár         | Francja · Hugues Obry · Frantz Philippe · Rémy Delhomme · Éric Srecki            | Rosja · Andriej Kołotilin · Pawieł Kołobkow · Walerij Zachariewicz                      |
| Szabla                                                                      |                                                                                  |                                                                                         |
| Marcin Sobala                                                               | Luigi Tarantino                                                                  | József Navarrete Jean-Philippe Daurelle                                                 |
| Polska · Norbert Jaskot · Marcin Sobala · Tomasz Stusiński · Rafał Sznajder | Włochy · Raffaello Caserta · Giampiero Pastore · Luigi Tarantino · Tonhi Terenzi | Rosja · Aleksandr Szyrszow · Aleksiej Frosin · Stanisław Pozdniakow · Siergiej Szarikow |

### Kobiety
| Złoto                                                                            | Srebro                                                                    | Brąz                                                                                      |
| Floret                                                                           |                                                                           |                                                                                           |
| Valentina Vezzali                                                                | Sabine Bau                                                                | Olga Wieliczko Zsofia Lazăr-Szabo                                                         |
| Rosja · Olga Wieliczko · Swietłana Bojko · Jekatierina Juszewa · Anżeła Cagajewa | Niemcy · Sabine Bau · Rita König · Monika Weber · Gesine Schiel           | Włochy · Diana Bianchedi · Annamaria Giacometti · Giovanna Trillini · Valentina Vezzali   |
| Szpada                                                                           |                                                                           |                                                                                           |
| Elisa Uga                                                                        | Barbara Ciszewska                                                         | Claudia Bokel Monika Maciejewska                                                          |
| Niemcy · Claudia Bokel · Imke Duplitzer · Denise Holzkamp · Kristina Ophardt     | Ukraina · Jewa Wybornowa · Wiktorija Titowa · Ałła Myroniuk · Anna Harina | Polska · Barbara Ciszewska · Monika Maciejewska · Magdalena Jeziorowska · Joanna Jakimiuk |